# Pseudoxyrhopus oblectator
Pseudoxyrhopus oblectator är en ormart som beskrevs av Cadle 1999. Pseudoxyrhopus oblectator ingår i släktet Pseudoxyrhopus och familjen snokar.
Inga underarter finns listade i Catalogue of Life.
Denna orm förekommer på östra Madagaskar men den saknas i nordöstra och sydöstra delar av ön. Arten lever i kulliga områden mellan 700 och 900 meter över havet. Den vistas i fuktiga skogar och är nattaktiv. Antagligen besöker Pseudoxyrhopus oblectator liksom andra släktmedlemmar angränsande landskap. Honor lägger ägg.
Beståndet hotas av skogsröjningar i samband med produktion av träkol samt etablering av betesmarker. Hela populationen minskar och utbredningsområdet är endast 18 000 km² stort. IUCN kategoriserar arten globalt som sårbar.